# Damak
Damak község Borsod-Abaúj-Zemplén vármegyében, az Edelényi járásban.

## Fekvése
Edelény keleti szomszédságában fekszik, a megyeszékhely Miskolctól közúton kb. 30 kilométerre északra.
A környező, közvetlenül határos települések: északkelet felől Lak (kb. 7 km), kelet felől Hegymeg (5 km), dél felől Hangács, nyugat felől Edelény (7 km), északnyugat felől pedig Balajt.

### Megközelítése
Csak közúton érhető el, Edelény felől, vagy Lak-Hegymeg érintésével – mindkét irányból a 2616-os úton –, Hangács felől pedig egy szilárd burkolatú, de számozatlan önkormányzati úton. Ötödik szomszédjával, Balajttal csak földutak kötik össze.

## Története
Damak Árpád-kori település. Nevét az oklevelek 1279-ben említették először Domok néven.
A falu az Örsúr nemzetség (Wruswr) birtoka volt.
1966 és 1983 között a település Edelény társközsége volt, majd 1984-től a városhoz csatolták; 1992 óta önálló ismét.

## Közélete

### Polgármesterei
- 1992–1994:
- 1994–1998: Sándor János (független)[3]
- 1998–2002: Baranyai Barnabás Sándor (független)[4]
- 2002–2006: Baranyay Barnabás (független)[5]
- 2006–2010: Baranyay Barnabás (független)[6]
- 2010–2014: Baranyay Barnabás Sándor (független)[7]
- 2014–2019: Baranyay Barnabás Sándor (független)[8]
- 2019–2024: Tóth Szabolcs Balázs (független)[9]
- 2024– : Tóth Szabolcs Balázs (független)[1]

## Népesség
A település népességének változása:
| Lakosok száma | 248  | 238  | 246  | 245  | 219  | 224  | 223  |
|               | 2013 | 2014 | 2015 | 2021 | 2022 | 2023 | 2024 |

A 2001-es népszámlálás adatai szerint a településnek csak magyar lakossága volt.
A 2011-es népszámlálás során a lakosok 86,5%-a magyarnak mondta magát (13,5% nem nyilatkozott). A vallási megoszlás a következő volt: római katolikus 8,6%, református 49,6%, görögkatolikus 5,7%, felekezeten kívüli 5,7% (30,3% nem válaszolt).
2022-ben a lakosság 96,8%-a vallotta magát magyarnak, 0,9% cigánynak, 0,5% németnek, 0,5% egyéb, nem hazai nemzetiségűnek (3,2% nem nyilatkozott; a kettős identitások miatt a végösszeg nagyobb lehet 100%-nál). Vallásuk szerint 16,9% volt római katolikus, 45,7% református, 9,1% görög katolikus, 3,7% felekezeten kívüli (24,7% nem válaszolt).